# Bandera de La Palma
La bandera de la isla de La Palma (Islas Canarias, España), aprobada el 26 de enero de 1990, está compuesta por dos franjas verticales, de igual tamaño, siendo la franja al asta de color azul y la franja al batiente de color blanco. En el centro de la bandera se incluye el escudo de La Palma.